# Glenn Ivey
Glenn Frederick Ivey (nacido el 27 de febrero de 1961) es un político y abogado estadounidense que se desempeña como representante de los Estados Unidos para el cuarto distrito del Congreso de Maryland desde 2023. El distrito cubre la mayoría de las áreas de mayoría negra en el lado de Maryland del área metropolitana de Washington.
Socio del bufete de abogados Ivey & Levetown, se desempeñó como fiscal estatal para el condado de Prince George, Maryland, de 2002 a 2011. Ivey ganó las primarias demócratas de 2022 para el cuarto distrito del Congreso sobre Donna Edwards, quien anteriormente representó al distrito durante cuatro mandatos y luego derrotó al candidato republicano. Según el índice de votación partidista de Cook, su distrito está empatado con el distrito 12 de California como el más demócrata del país, con una calificación de índice de D+40.
Ivey se desempeñó en Capitol Hill como asesor principal del líder de la mayoría del Senado, Tom Daschle, como asesor del senador estadounidense Paul Sarbanes durante la controversia de Whitewater, como asesor principal de la mayoría del Comité Bancario del Senado y en el personal del representante estadounidense John Conyers. También trabajó para el fiscal federal Eric Holder como fiscal federal adjunto y como presidente de la Comisión de Servicios Públicos de Maryland. Fue elegido dos veces fiscal estatal del condado de Prince George, Maryland.

## Primeros años y educación
Ivey nació en Chelsea, Massachusetts, pero creció en Rocky Mount, Carolina del Norte, donde vivía gran parte de su familia y su madre trabajó como la primera maestra negra en una escuela exclusivamente para blancos. Su familia inmediata se mudó más tarde a Dale City, Virginia, después de que su padre consiguió un trabajo en el Departamento de Trabajo de los Estados Unidos. Ivey se graduó con honores de la Universidad de Princeton, donde obtuvo un título A.B. Licenciado en Política en 1983. En 1986, recibió un título de doctor en Derecho de la Facultad de Derecho de Harvard.

## Posiciones políticas

### Pena capital
Cuando Ivey asumió por primera vez como fiscal del estado en 2002, dijo que creía en el uso de la pena de muerte. Solicitó la pena de muerte varias veces durante su mandato como fiscal del estado y dijo en noviembre de 2007 que presentaba un aviso de su intención de solicitar la muerte en el caso aproximadamente una vez al año.
En febrero de 2009, Ivey testificó ante el Comité de Procedimientos Judiciales de la Cámara de Delegados de Maryland que había cambiado de opinión durante su mandato como fiscal del estado, particularmente debido al efecto que tuvo el proceso en las familias de las víctimas. En enero de 2012, calificó la pena de muerte de "herramienta política". Antes de la sesión legislativa de 2013, Ivey impulsó un proyecto de ley que derogaría la pena de muerte en Maryland, que se convirtió en ley.

### Ambiente
En julio de 2022, un asistente de campaña de Ivey le dijo a Environment & Energy Publishing que Ivey apoyaba el Green New Deal y una rápida transición para abandonar los combustibles fósiles.

### Política exterior

#### Irán
Ivey se opone al acuerdo nuclear con Irán negociado por la administración Obama en 2015. En diciembre de 2021, dijo que quería un compromiso con "inspecciones completas y neutrales [de los sitios nucleares iraníes]" y el fin de la financiación iraní de Hamás y Hezbolá antes que Estados Unidos. vuelve a entrar en el trato.

#### Israel
En 2006, Ivey viajó a Israel con otros funcionarios electos locales en un viaje del Consejo de Relaciones con la Comunidad Judía.
Ivey apoya una solución de dos Estados al conflicto palestino-israelí y "el derecho de Israel a existir y defenderse". En diciembre de 2021, dijo que votaría a favor de financiar el sistema de defensa antimisiles Cúpula de Hierro de Israel y se opuso a imponer condiciones a la ayuda exterior de Estados Unidos a Israel para aprovechar los componentes de las negociaciones sobre una solución de dos Estados.
Ivey se opone al movimiento de Boicot, Desinversión y Sanciones (BDS) contra Israel.
Votó a favor de brindar apoyo a Israel tras el ataque de Hamás contra Israel en 2023. 
Ivey recibió $807,215 en contribuciones de campaña de fuentes pro-Israel.

### Política de armas
Como fiscal del estado, Ivey solicitó mayores sentencias para los infractores de armas, apuntando a aquellos que portan o almacenan armas ilegalmente, independientemente de si el arma se usa en delitos o si la persona acusada es un delincuente por primera vez. También dijo que apoyaba la "Estrategia de Boston" para la violencia juvenil, que implica atacar a las pandillas y procesar a todos los delincuentes vinculados a un delito para obtener sentencias largas. En marzo de 2008, Ivey se unió a un escrito amicus curae en el caso de la Corte Suprema de los Estados Unidos District of Columbia v. Heller en apoyo de la prohibición de armas de fuego en el Distrito de Columbia. En marzo de 2010, firmó un amicus curae escrito por la Asociación de Fiscales de la Corte Suprema de Estados Unidos en el caso McDonald v. Chicago.
En diciembre de 2015, Ivey publicó un plan de seguridad de armas. El plan de Ivey exigía verificaciones de antecedentes universales y ampliaciones de las inspecciones a los concesionarios de armas, la prohibición de los rifles de asalto y los cargadores de alta capacidad, y un aumento de la financiación para la Oficina de Alcohol, Tabaco, Armas de Fuego y Explosivos.
En abril de 2023, Ivey presentó su primer proyecto de ley, la Ley de Aumento de la Edad, que aumentaría la edad legal para comprar un rifle semiautomático o una escopeta de 18 a 21 años.

### Cuidado de la salud
Ivey apoya Medicare para todos  y la legalización de la marihuana recreativa. En junio de 2024, Ivey firmó un compromiso de Atención Médica para Todos de Maryland para apoyar la legislación para extender los beneficios de atención médica provistos por la Ley de Reducción de la Inflación más allá de 2025.

### Financiación de la policía
Durante su campaña de 2022, Ivey dijo que buscaría vincular la financiación de la policía federal a los departamentos que se tomen en serio el replanteamiento de las tácticas policiales. También dijo que estaría dispuesto a trabajar con la policía para combatir el crimen mientras "responsabiliza" a los agentes involucrados en malas conductas. No apoya el movimiento "Defund the Police", argumentando que dañó a los demócratas electoralmente y sirvió como una "distracción" de los problemas reales.

### Cuestiones sociales
En octubre de 2012, Ivey apareció en un anuncio para apoyar la Pregunta 6, un referéndum para apoyar la legalización del matrimonio entre personas del mismo sexo en Maryland.
En noviembre de 2022, Ivey dijo que apoyaba traer la nueva sede de la Oficina Federal de Investigaciones al condado de Prince George, y luego la citó como una de sus principales prioridades. En marzo de 2023, Ivey se unió a otros miembros demócratas de la delegación del Congreso de Maryland, el gobernador Wes Moore y la ejecutiva del condado de Prince George, Angela Alsobrooks, para firmar conjuntamente una carta al presidente Joe Biden pidiéndole que participara en el proceso de selección de la sede del FBI. En noviembre de 2023, la Administración de Servicios Generales anunció que ubicaría la nueva sede del FBI en Greenbelt, Maryland.